# 達萊卡里亞湖 (印地安納州)
達萊卡里亞（英語：Lake Dalecarlia）是位於美國印地安納州萊克縣的一個人口普查指定地區。

## 人口
根據2010年美國人口普查的數據，達萊卡里亞的面積為3.63平方千米，當中陸地面積為2.93平方千米，而水域面積為0.70平方千米。當地共有人口1355人，而人口密度為每平方千米373.28人。